# Microregiunea Berettyóújfalu
Microregiunea Berettyóújfalu (în maghiară Berettyóújfalui kistérség) a fost o microregiune statistică (kistérség) din județul Hajdú-Bihar, Ungaria.
Cu o populație de 49.909 locuitori și o suprafață de 1.225,54 km2, aceasta a existat până în 2014, când în Ungaria, microregiunile ”kistérségek” au fost înlocuite de districte (járások).